# Ptychadenidae
Ptychadenidae é uma família de anfíbios da ordem Anura. Está distribuída na África subsaariana.

## Taxonomia
São reconhecidos três gêneros para esta família:
- Hildebrandtia Nieden, 1907
- Lanzarana Clarke, 1982
- Ptychadena Boulenger, 1917